# Fjordman
Fjordman, pseudonyme de Peder Are Nøstvold Jensen, né le 11 juin 1975, est un blogueur norvégien publiant des articles dans lesquels il critique l’immigration islamique, qu'il considère comme une menace pour la civilisation occidentale. À l'origine, il tenait son propre blog mais l'a fermé en 2005. Depuis lors, il écrit dans d'autres blogs comme The Brussels Journal, Gates of Vienna, Front Page Magazine.
Anders Behring Breivik, auteur des attentats de 2011 en Norvège, a souvent fait l'éloge des écrits de Fjordman. Dans son manifeste, il dit que son auteur favori est Fjordman dont il a souvent cité les articles,,.